# 第26回インディペンデント・スピリット賞
第26回インディペンデント・スピリット賞は、2010年11月30日に候補が発表され、2011年2月26日に結果が発表された。

## 一覧
太字は受賞。

### 作品賞
- 『ブラック・スワン』
  - 『127時間』
  - 『ベン・スティラー 人生は最悪だ!』
  - 『キッズ・オールライト』
  - 『ウィンターズ・ボーン』

### 監督賞
- ダーレン・アロノフスキー - 『ブラック・スワン』
  - ダニー・ボイル - 『127時間』
  - リサ・チョロデンコ - 『キッズ・オールライト』
  - デブラ・グラニク - 『ウィンターズ・ボーン』
  - ジョン・キャメロン・ミッチェル - 『ラビット・ホール』

### 主演男優賞
- ジェームズ・フランコ - 『127時間』
  - ロナルド・ブロンスタイン - Daddy Longlegs
  - アーロン・エッカート - 『ラビット・ホール』
  - ジョン・C・ライリー - 『僕の大切な人と、そのクソガキ』
  - ベン・スティラー - 『ベン・スティラー 人生は最悪だ!』

### 主演女優賞
- ナタリー・ポートマン - 『ブラック・スワン』
  - アネット・ベニング - 『キッズ・オールライト』
  - グレタ・ゲルウィグ - 『ベン・スティラー 人生は最悪だ!』
  - ニコール・キッドマン - 『ラビット・ホール』
  - ジェニファー・ローレンス - 『ウィンターズ・ボーン』
  - ミシェル・ウィリアムズ - 『ブルーバレンタイン』

### 助演男優賞
- ジョン・ホークス - 『ウィンターズ・ボーン』
  - サミュエル・L・ジャクソン - 『愛する人』
  - ビル・マーレイ - Get Low
  - ジョン・オーティス - 『ジャック、舟に乗る』
  - マーク・ラファロ - 『キッズ・オールライト』

### 助演女優賞
- デイル・ディッキー - 『ウィンターズ・ボーン』
  - アシュリー・ベル - 『ラスト・エクソシズム』
  - アリソン・ジャニー - Life During Wartime
  - ダフネ・ルービン＝ヴェガ -『ジャック、舟に乗る』
  - ナオミ・ワッツ - 『愛する人』

### 脚本賞
- 『キッズ・オールライト』 - リサ・チョロデンコ、スチュアート・ブルムバーグ
  - Life During Wartime - トッド・ソロンズ
  - Please Give - ニコル・ホロフセナー
  - 『ラビット・ホール』 - デヴィッド・リンゼイ＝アベアー
  - 『ウィンターズ・ボーン』 - デブラ・グラニック、アンネ・ロッセリーニ

### 第一回脚本賞
- Tiny Furniture - レナ・ダンハム
  - 『ジャック、舟に乗る』 - ロバート・グローディニ
  - 『やさしい嘘と贈り物』 - ニック・ファクラー
  - Monogamy - ダナ・アダム・シャピーロ、Evan Wiener
  - Obselidia - ダイアン・ベル

### 第一回作品賞
- Get Low
  - Everything Strange and New
  - 『ラスト・エクソシズム』
  - Night Catches Us
  - Tiny Furniture

### 撮影賞
- 『ブラック・スワン』 - マシュー・リバティーク
  - 『ベン・スティラー 人生は最悪だ!』 - ハリス・サヴィデス
  - 『わたしを離さないで』 - アダム・キンメル
  - Tiny Furniture - Jody Lee Lipse
  - 『ウィンターズ・ボーン』 - マイケル・マクドノー

### 外国映画賞
- 『英国王のスピーチ』 – トム・フーパー •  イギリス
  - Kisses – ランス・デイリー •  アイルランド
  - Mademoiselle Chambon – ステファヌ・ブリゼ •  フランス
  - 『神々と男たち』 – グザヴィエ・ボーヴォワ •  モロッコ/ フランス
  - 『ブンミおじさんの森』 – アピチャートポン・ウィーラセータクン •  タイ

### ドキュメンタリー賞
- 『イグジット・スルー・ザ・ギフトショップ』 - バンクシー
  - Marwencol - ジェフ・マルンバーグ
  - 『レストレポ 〜アフガニスタンで戦う兵士たちの記録〜』 - ティム・ヘザリントン、セバスチャン・ユンガー
  - Sweetgrass - ルシアン・キャスタン＝テイラー
  - Thunder Soul - Mark Landsman

### ジョン・カサヴェテス賞
- Daddy Longlegs
  - The Exploding Girl
  - Lbs.
  - Lovers of Hate
  - Obselidia

### 小説より奇なり賞
- Marwencol - Jeff Malmberg
  - Summer Pasture - Lynn True、Nelson Walker
  - Sweetgrass - Ilisa Barbash、Lucien Castaing-Taylor

### Someone to Watch Award
- マイク・オット - Little rock
  - Hossein Keshavarz - Dog Sweat
  - ローレル・ナカダテ - The Wolf Knife

### Producers Award
- Anish Savjani - Meek's Cutoff
  - In-Ah Lee - Au Revoir Taipei
  - Adele Romanski - The Myth of the American Sleepover

### ロバート・アルトマン賞
- Please Give